# Сельское поселение Чувашское Урметьево
Сельское поселение Чувашское Урметьево — муниципальное образование в Челно-Вершинском районе Самарской области.
Чувашское Урметьево, Уçтимел-село в Челно-Вершинском районе Самарской области. Расположено на реке Тарханка, в 15 км от райцентра. Исторические названия: Старое Урметьево, Устюмкино. Было основано в середине 18 века. некрещёными служилыми чувашами из деревень Симбирского и Свияжского уездов.Первым основателем села были мордвин по национальности –Устим из зажиточной семьи, прибыл из села Цепановка, где-то из Чувашии и Урмет - по национальности чуваш, из села Сильби, тоже из Чувашии.
Сначала они поселились в районе Поляно-Редут, а затем перебрались в глухую лесомань, в настоящее место. Устим и Урмет ушли тайком от родителей в привольные края. Поэтому раньше и сейчас село Чувашское Урметьево называют Устимкино, настоящее название села видимо дошло до нас от имени основателя Чуваша-Урмета. Такова краткая история основания села Чувашское Урметьево, пришедшая к нам от слов стариков. Жители – чуваши, мордва, русские (в 1870 чуваши составляли 53,1%, мордва 42,3%, русские 4,6%), до 1860-х гг. государственные крестьяне; занимались земледелием, животноводством.В 19 – начале  20 века находилось в составе Костюнькинской волости Бугульминского уезда Оренбургской, затем Самарской губерний. В середине 19 в. при поселении располагалась бумагообёрточная фабрика. В 1892 открыта школа грамоты, в 1903 земская школа. Жители в конце 18 века.  62% населения были некрещёными, в конце 19 в. –  стало 34% некрещеного населения. К началу 21 века – осталось несколько некрещеных  семей. В 1-й половине 19 в. чуваши соседствовали также с некрещёной мордвой, на их долю приходилось 60% от численности мордовского населения. В языке и традиционной культуре наблюдаются общие для закамских чувашей черты (среднечеремшанский вариант).
село находилось в составе Костюнькинской волости Бугульминского уезда Оренбургской области, затем  Самарской губерний. В середине 19 века. при деревне располагалась бумагообёрточная фабрика. В 1892 открыта школа грамоты, в 1903 земская школа. Жители в конце 18 в. были некрещёными, в середине 19 в. они составляли 62% населения, в конце 19 в. – 34%, в начале 21 в. – несколько семей. В 1-й половине 19 в. чуваши соседствовали также с некрещёной мордвой, на их долю приходилось 60% от численности мордовского населения. В языке и традиционной культуре наблюдаются общие для закамских чувашей черты (среднечеремшанский вариант):в обрядовом календаре сурхури, çăварни, мункун (калăм кун), сĕрен, çимĕк, учук, уяв, кĕр сăри. 
| Год            | 1762 | 1796 | 1859 | 1870 | 1897 | 1926 | 1989 | 2002 | 2005 | 2015 | 2017 |
| Население чел. | 269  | 506  | 1240 | 1259 | 1160 | 1110 | 730  | 592  | 541  | 486  | 464  |

Сельское поселение Чувашское Урметьево включает деревню Новое Урметьево, где в настоящее время проживает 1 человек. К 2015 году в  селе проживает -486 человек. Село полностью газифицировано и соединено с райцентром асфальтированной дорогой. Водоснабжение – артезианская скважина.Главным производственным объектом является СПК «Победа», основное хозяйство молочно-зерновое.

## Административное устройство
В состав сельского поселения Чувашское Урметьево входят:
- село Чувашское Урметьево,
- деревня Новое Урметьево.